# Lamastre
Lamastre (okcitansko La Mastra) je naselje in občina v jugovzhodnem francoskem departmaju Ardèche regije Rona-Alpe. Leta 1999 je naselje imelo 2.467 prebivalcev.

## Geografija
Kraj se nahaja v pokrajini Languedoc ob reki Doux 45 km jugozahodno od Tournona.

## Uprava
Lamastre je sedež istoimenskega kantona, v katerega so poleg njegove vključene še občine Le Crestet, Désaignes, Empurany, Gilhoc-sur-Ormèze, Nozières, Saint-Barthélemy-Grozon, Saint-Basile in Saint-Prix s 6.217 prebivalci.
Kanton je sestavni del okrožja Tournon-sur-Rhône.

## Zgodovina
Kraj je nastal leta 1799 z združitvijo zaselkov La Mastre, Macheville in Retourtour.